# Transport kolejowy

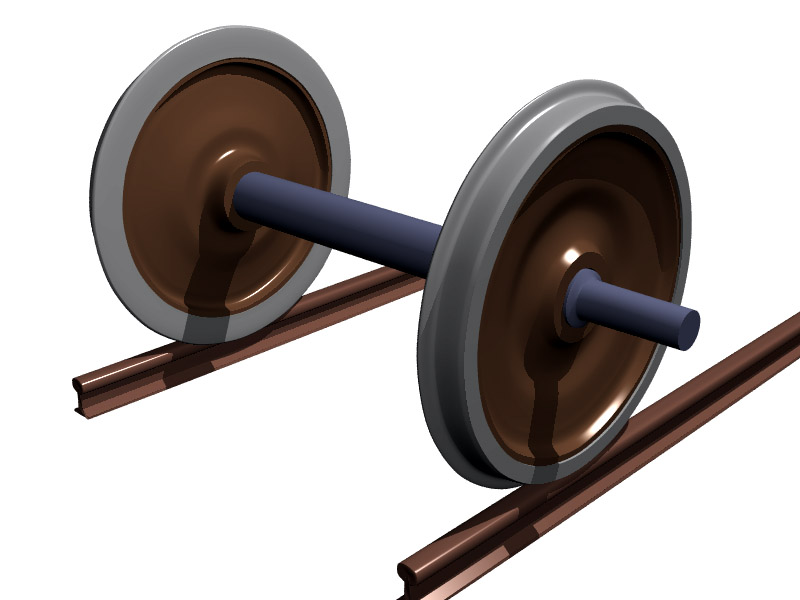
Formuła kolei konwencjonalnej

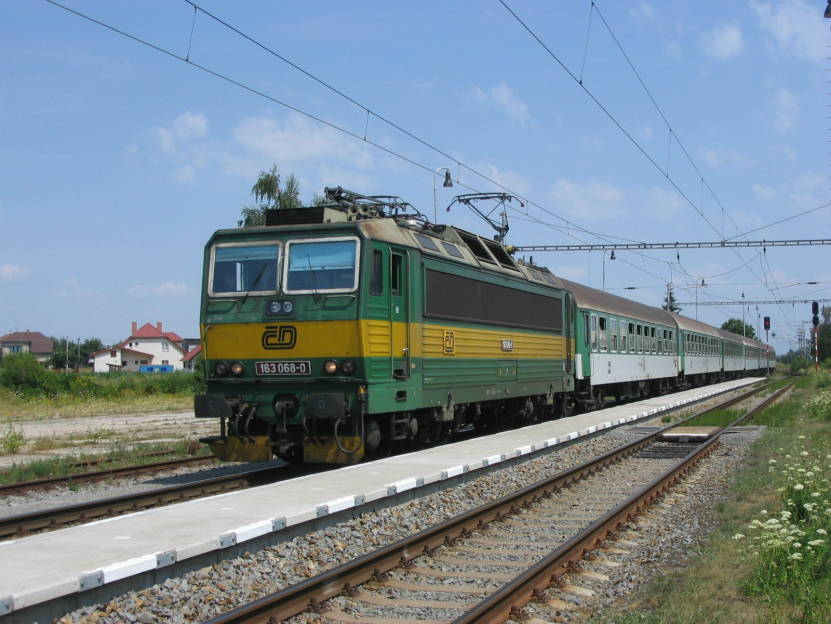
Typowy pociąg pasażerski

Transport kolejowy – gałąź transportu lądowego obejmująca trzy podsektory: pasażerski transport kolejowy, towarowy transport kolejowy i infrastrukturę transportu kolejowego.
Kolejowy system transportowy obejmuje infrastrukturę, czyli linie kolejowe, stacje (dworce, przystanki), zaplecze techniczne. Drugim elementem systemu jest tabor kolejowy, czyli środki transportu (np. lokomotywy i wagony). W systemie tym operują instytucje kolejowe, do których zaliczyć można przewoźników kolejowych i zarządców infrastruktury (zarządy kolejowe). W ujęciu gospodarczym przewoźnicy świadczą usługi transportowe (zaspokajają popyt) z wykorzystaniem infrastruktury kolejowej. Infrastruktura ta jest natomiast zarządzana i udostępniana przewoźnikom przez zarządców infrastruktury.
W węższym znaczeniu transport kolejowy to przemieszczenie towarów lub pasażerów przy użyciu pojazdów kolejowych w obrębie danej sieci kolejowej.
W potocznym użyciu termin kolej może odnosić się do każdego z tych głównych elementów, zwłaszcza linii kolejowej albo przedsiębiorstwa kolejowego.

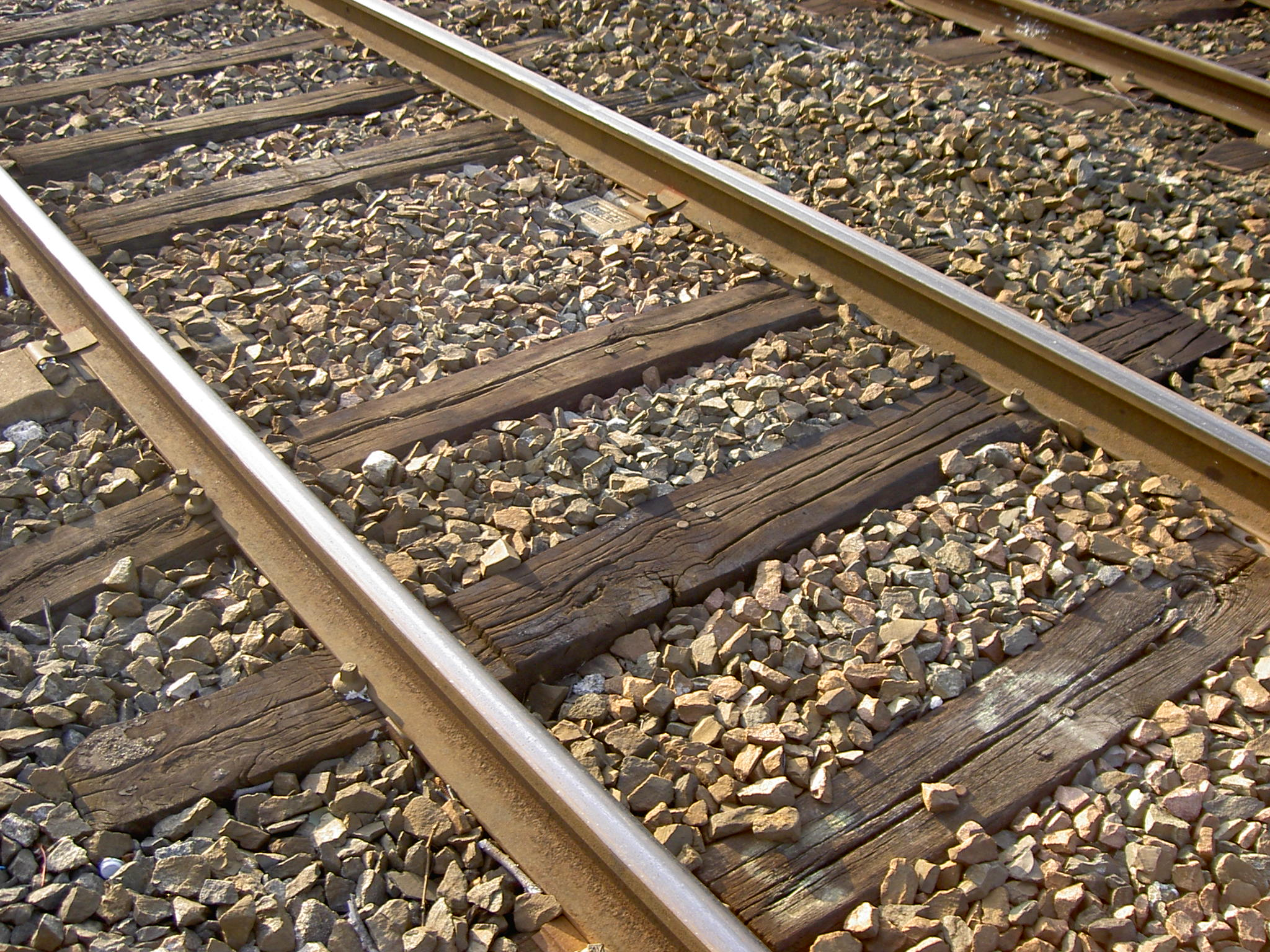
Typowe tory kolejowe

Kolejowe środki transportu poruszają się po trasie wytyczonej torem kolejowym albo liną, którą poruszają się pociągi lub pojedyncze wagony, czy kabiny. Kolej jest formą transportu sztywnotorowego, tzn. jej pojazdy mogą poruszać się tylko charakterystycznym dla danej technologii torem. Do autobusu torowego zatem termin „kolej” się nie odnosi.
Najszerzej rozpowszechniona w krajach rozwiniętych jest kolej na torze dwuszynowym (kolej konwencjonalna), zwykle o rozstawie 1435 mm, zwana też normalnotorową. Kolej konwencjonalna o napędzie mechanicznym rozwijała się od II ćwierci XIX wieku i stanowi formę przemieszczania, której rozwój poprzedził upowszechnienie się wszystkich innych mechanicznych środków transportu.

## Rodzaje kolei

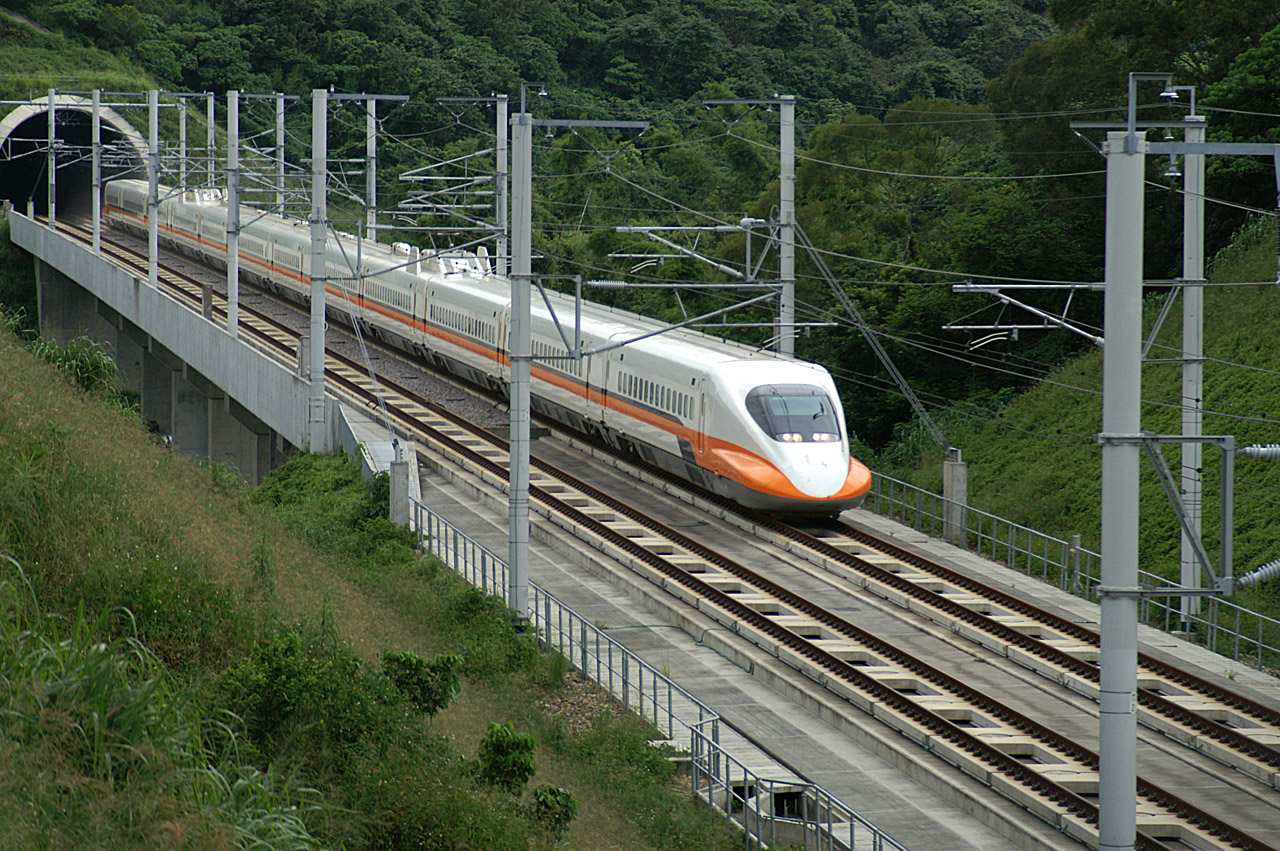
Kolej dużych prędkości; linia tajwańskiej kolei dużych prędkości otwarta w 2007, wzorowana na technologii Shinkansen, jest najnowszym elementem w grupie kolei dużych prędkości na świecie

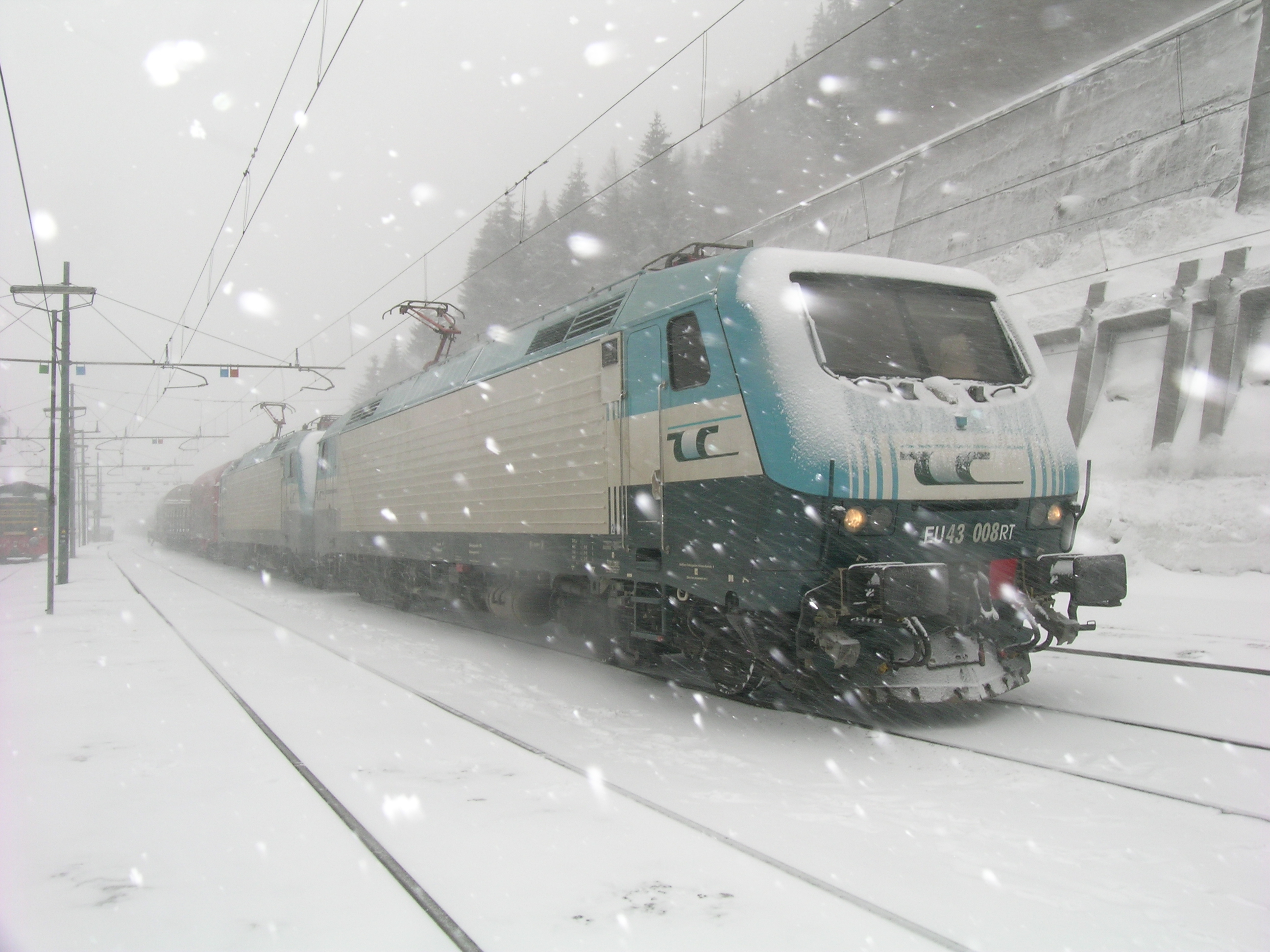
Obecnie znaczna część pociągów prowadzona jest przez lokomotywy; na zdjęciu elektrowóz Pafawag E412 (EU43) użytkowany przez włoskie przedsiębiorstwo towarowe RTC

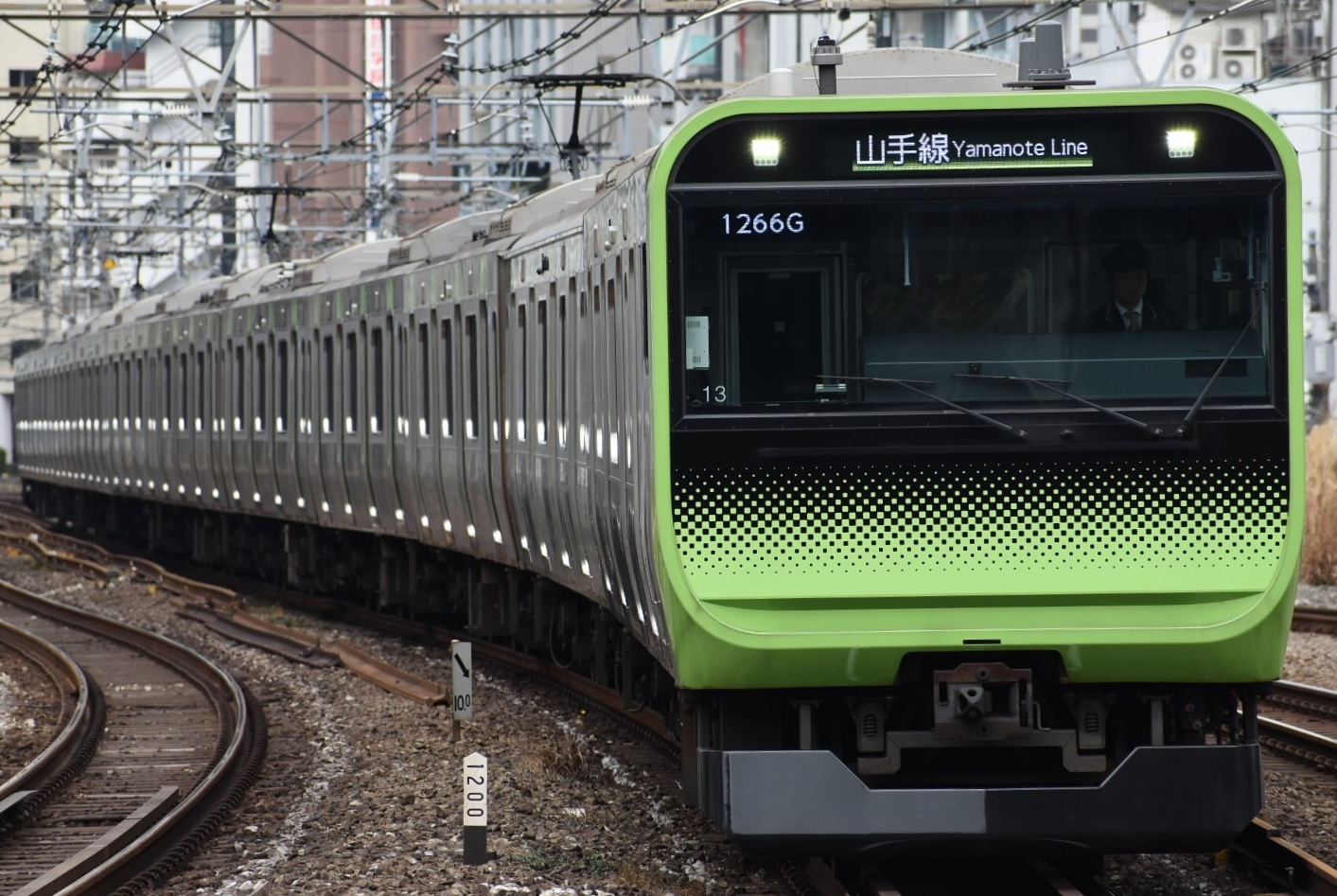
Pociąg kolei JR Higashi Nihon linii Yamanote na stacji Ebisu w śródmieściu Tokio

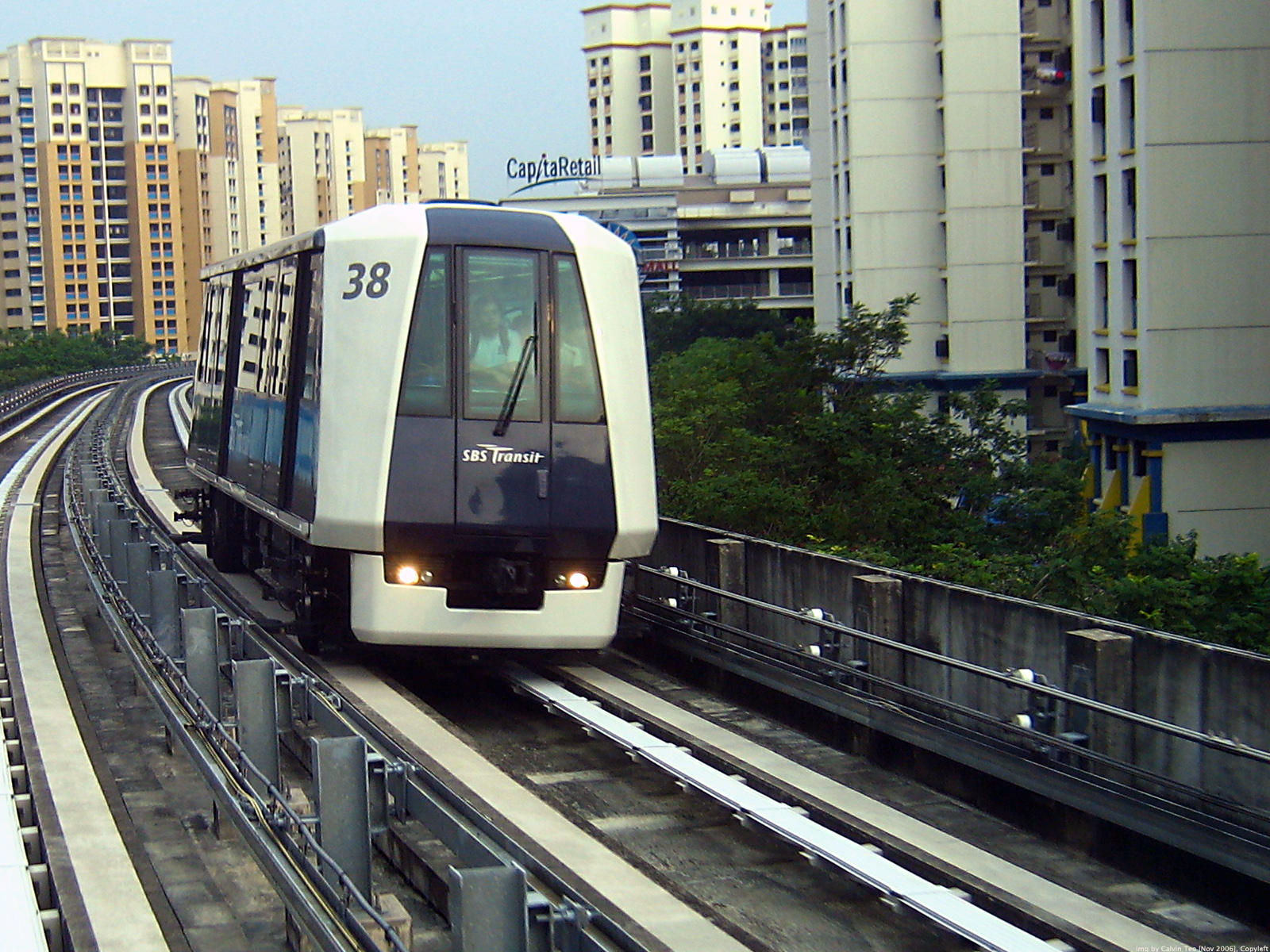
Mała kolej automatyczna Sengkang LRT w Singapurze (firma Mitsubishi);– przykład kolei niekonwencjonalnej

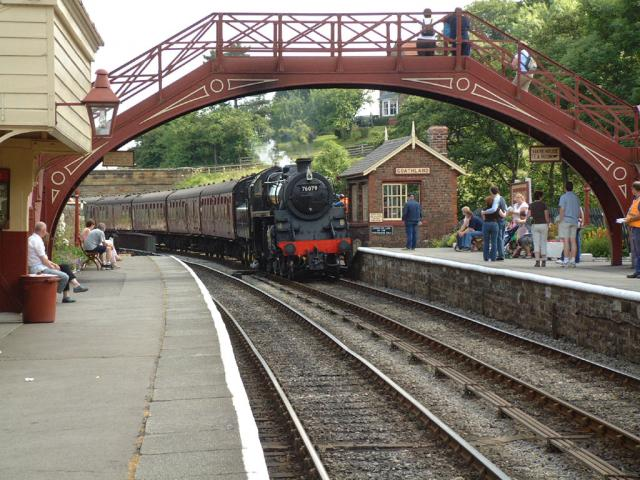
Kolej zabytkowa North Yorkshire Rly w północnej Anglii; – fragment dawnej sieci kolei krajowej przekazany entuzjastom dla eksploatacji pociągów złożonych z historycznych parowozów i wagonów

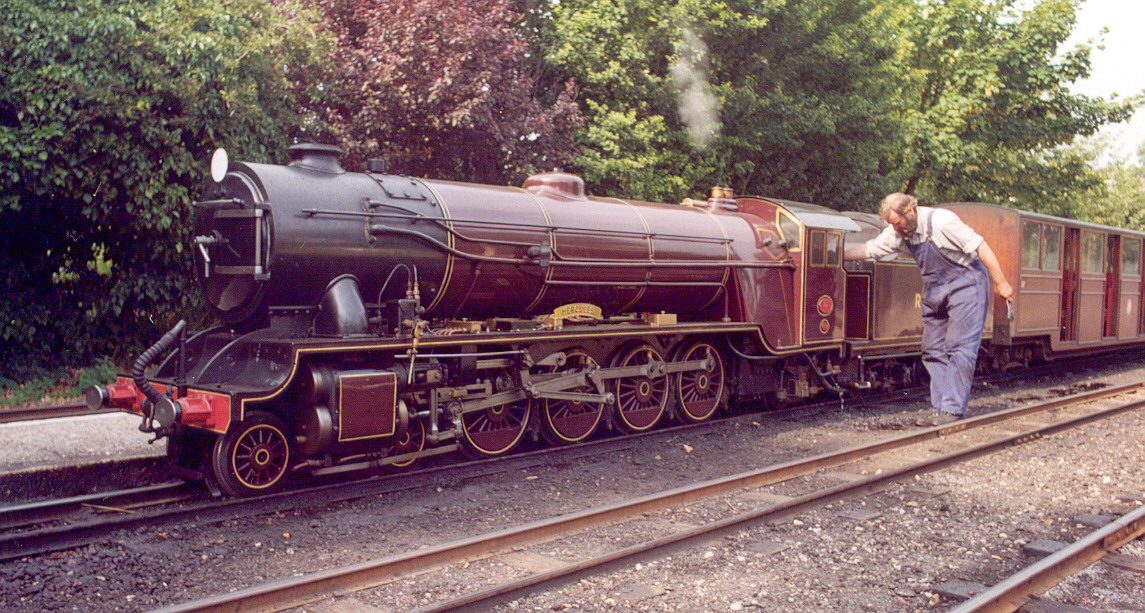
Kolej miniaturowa Romney, Hythe & Dymchurch Rly w hrabstwie Kent (Anglia);– linia na torach 381 mm, 23 km długości; głównie trakcja parowa

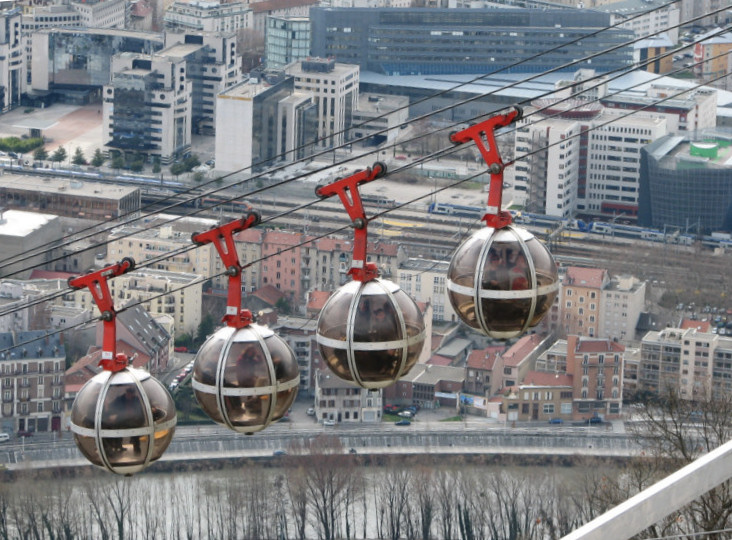
Téléphérique de Grenoble – napowietrzna kolej linowa – wagonikowa (gondole są powiązane w pociąg)

Terminologia określająca rodzaje kolei jest dość „nieostra”, a w różnych krajach przyjęły się specyficzne terminy i formy ich interpretacji, funkcjonujące siłą tradycji językowej i form organizacyjnych. Poniższa lista jest próbą ujednolicenia podjętą z perspektywy uniwersalnej.

### Według rodzaju toru
- Kolej konwencjonalna – poruszająca się na torach naziemnych złożonych z pary szyn stalowych (dawniej żeliwnych lub żelaznych), po których toczą się koła wyposażone w obręcze zabezpieczające przed wykolejeniem. Ze względu na to, że koła toczą się po szynach przy minimalnym tarciu, metoda ta odznacza się stosunkowo małą energochłonnością, tzn. że do przemieszczenia danego ładunku potrzeba jest mniej energii niż w przypadku transportu drogowego. Podstawowy typ kolei konwencjonalnej, której pojazdy poruszają się z wykorzystaniem tarcia między kołem i szyną (bez udziału szyny zębatej lub liny), określa się terminem kolej adhezyjna. Głównymi rodzajami kolei konwencjonalnej są zależnie od szerokości toru:
  - kolej wąskotorowa – rozstaw szyn mniejszy od 1435 mm; ze względu na to, że szersze rozstawy tej grupy spełniają rolę podstawową w niektórych krajach, stosuje się czasem kategorię rozstawu średniego na oznaczenie torów z przedziału 1000 mm – <1435 mm.
  - kolej normalnotorowa – rozstaw 1435 mm,
  - kolej szerokotorowa – rozstaw szyn większy od 1435 mm.
  - kolej zębata – forma kolei mająca zdolność pokonywania znacznych spadków terenu dzięki szynie zębatej umieszczonej między szynami jezdnymi:
  - kolej linowo-terenowa – forma kolei o napędzie linowym, poruszającej się na torze zbudowanym na stałym podłożu; jeśli tor ten jest dwuszynowy – to kolej można uznać za „konwencjonalną”.
- Kolej niekonwencjonalna – poruszająca się po torze naziemnym innego rodzaju:
  - kolej z taborem ogumionym – poruszająca się torem wyposażonym w prowadnice. Niektóre koleje tego typu mają koła ogumione i tradycyjne koła kolejowe. Technologię konwencjonalną wykorzystują na rozjazdach i przypadku awarii (np. wiele sieci metra „ciężkiego” we Francji).
  - kolej magnetyczna (Maglev) – poruszająca się przy pomocy silnika liniowego z udziałem lewitacji.
  - kolej jednoszynowa dwóch rodzajów: podwieszona i siodłowa.
- Kolej linowa (napowietrzna), z liną lub linami stanowiącymi tor ruchu pojazdów: wagonikowa, gondolowa, krzesełkowa, wyciąg narciarski.

Ostatnio, w słownictwie stosowanym na forum europejskim, pojawia się inne znaczenie „kolei konwencjonalnej”, jako przeciwstawienia „kolei dużych prędkości”. W tym znaczeniu „kolej konwencjonalna” obejmuje system i linie, w którym prędkość pociągów nie przekracza 200 km/h.

### Według ogólnej charakterystyki trasy i taboru
- Kolej „ciężka” – kolej dysponująca trasami prowadzonymi we własnych korytarzach (niezależnych od sieci ulicznej), niekiedy bezkolizyjnymi, podlegającymi ściślejszym normatywom dotyczącym łuków, spadków, eksploatowana z użyciem systemów zabezpieczenia ruchu, z taborem spełniającym ostrzejsze normy, np. w zakresie sztywności. Pojęcie obejmuje większość kolei sieci krajowej i metra. W USA termin „heavy rail” obejmuje wyłącznie metro.
- Kolej „lekka” – kolej konwencjonalna innego typu, obejmująca np. linie prowadzone poboczem dróg albo jezdnią, posługująca się stosunkowo krótkimi pociągami.

Wymyka się tej klasyfikacji kategoria „Małych Kolei Automatycznych”, które mają małe pociągi, ale rozbudowaną infrastrukturę toru, prowadzonego bezkolizyjnie. 

### Według funkcji
- Kolej sieci krajowej, dawniej także kolej główna – kolej mająca zapewnić transport szynowy w skali państwa, obejmuje podstawowy układ linii pokrywających terytorium państwa, powiązany ze sobą technicznie i eksploatacyjnie, chociaż niekoniecznie znajdujący się w rękach jednego właściciela – najczęściej państwa; kolej sieci krajowej może składać się z linii należących do właścicieli prywatnych (jak to było przed upaństwowieniem kolei dokonywanym pod koniec XIX i w XX w.). Kolej ta może też mieć formę własności mieszanej: państwowej, gminnej, regionalnej, czy prywatnej, jednakże władze państwowe sprawują nad nią pewną formę kontroli – bezpośredniej jako współwłaściciel lub pośredniej, zwykle poprzez system prawny lub odpowiednią politykę inwestycji i subwencji. Kolej sieci krajowej zazwyczaj obsługuje zarówno ruch lokalny, jak i ruch dalekobieżny; towarowy, jak i pasażerski.
- Kolej międzyregionalna, inaczej kolej dalekobieżna – kolej mająca jako główne albo jedyne zadanie obsługę dłuższych relacji międzyregionalnych (międzymiastowych), zwykle z wykorzystaniem linii magistralnych, rozwijająca możliwie najwyższe prędkości dzięki parametrom technicznym tras i taboru oraz pominięciu obsługi większości pośrednich struktur osadniczych o mniejszym znaczeniu.
- Kolej regionalna – kolej obsługująca wszystkie lub wybrane struktury osadnicze mniejszego znaczenia położone na trasie. Przeznaczona jest do podróży na niewielkie dystanse albo dla podróży dojazdowych do sieci kolei wyższego rzędu. Nie determinuje to jednak długości relacji pociągów, którą ustala się zależnie od lokalnych warunków sieci i wymogów jej integracji. Termin odnosi się raczej do podsystemu kolejowego (grupy pociągów) niż konkretnej linii kolejowej.
- Kolej lokalna – funkcja podobna jak wyżej, ale termin odnosi się raczej do linii kolejowej niż podsystemu kolejowego. Kolej ta może, ale nie musi być częścią sieci krajowej. W wielu krajach pojęcie prawne, dopuszczające stosowanie łagodniejszych norm budowy i eksploatacji, kwalifikujących ją do grupy kolei „lekkich”.
- Kolej aglomeracyjna albo kolej podmiejska – kolej obsługująca ruch w obrębie aglomeracji. Szczególną postacią tej kolei jest szybka kolej miejska, która tworzy ujednolicony, zintegrowany system, odznacza się wysoką częstotliwością obsługi linii, obsługuje centrum aglomeracji, dysponuje ułatwiającym wymianę pasażerów taborem (podobnym do metra). Typowym przykładem SKM jest większość systemów S-Bahn, paryski RER, albo główne linie średnicowe kolei JR Higashi Nihon w Tokio. Niektóre linie wchodzące w skład systemu mogą mieć w całości charakter wybitnie miejski.
- Kolej dojazdowa – termin w planowaniu transportu nieco przestarzały, ale nadal funkcjonujący potocznie lub w tradycyjnych nazwach własnych poszczególnych kolei. W zasadzie obejmował koleje „lekkie” działające w strefie podmiejskiej oraz koleje służące zasadniczo do dowożenia pasażerów i towarów w kierunku stacji kolei głównej.
- Szybka kolej miejska (SKM) – kolej dysponująca bezkolizyjnym torowiskiem albo torowiskiem prowadzonym we własnym korytarzu (z pełnym uprzywilejowaniem na skrzyżowaniach), wyspecjalizowana do obsługi ruchu miejskiego dzięki odpowiedniej lokalizacji stacji, specyficznemu taborowi, wysokiej częstotliwości obsługi. Termin obejmować może systemy metra, tramwaju szybkiego albo odcinki kolei aglomeracyjnej, w tym sieci krajowej[4]. W Polsce, wskutek oddziaływania przykładu SKM w Trójmieście, w środowiskach nieprofesjonalnych przyjmuje się powszechnie węższa interpretacja terminu – ze szkodą dla myślenia o miejskim systemie transportowym jako zintegrowanej całości.
- Metro – szybka kolej miejska o wysokiej zdolności przewozowej, dysponująca bezkolizyjnymi trasami (pod-, na- lub nadziemnymi), służąca wyłącznie lub głównie do obsługi ruchu miejskiego. W środowiskach nieprofesjonalnych, termin „metro” ewokuje skojarzenie z miejską koleją podziemną – co jest zawężeniem interpretacyjnym.
- Kolej towarowa – kolej służąca przewozowi towarów liniami wydzielonymi lub liniami o ruchu mieszanym, ale z dominacją ruchu towarowego.
- Kolej przemysłowa – kolej niedostępna publicznie, służąca przewozom wynikającym z technologii produkcji przemysłowej danego przedsiębiorstwa lub zespołu przedsiębiorstw.

### Według napędu (trakcji)
- Kolej konna;
- Kolej grawitacyjna – zakładana na spadkach terenu; pociągi staczały się siłą grawitacji, wtaczano je najczęściej końmi;
- Kolej atmosferyczna – poruszana ciśnieniem powietrza w tubie przebiegającej między szynami; nad- lub podciśnienie w rurze wytwarzano z użyciem stacjonarnych maszyn parowych;
- Kolej parowa;
- Kolej niezelektryfikowana – obecnie głównie trakcji spalinowej; określenie „kolej spalinowa” używane jest rzadko;
- Kolej elektryczna – klasyczna (z silnikami obrotowymi), z silnikiem liniowym, maglev;
- Kolej linowa – zarówno napowietrzna (kolej linowa), jak i naziemna (kolej linowo-terenowa).

### Według własności
- Kolej państwowa – do niedawna własność państwowa obejmowała infrastrukturę i tabor. W przyszłości własność państwowa może ograniczyć się tylko do infrastruktury.
- Kolej samorządowa (np. wojewódzka, powiatowa, gminna) – różne formy własności kolei regionalnych.
- Kolej prywatna – kolej we władaniu prywatnym, zwykle użytku publicznego. W Japonii zwyczajowo kolej prywatna nie wchodząca w skład grupy JR, zwykle regionalna lub aglomeracyjna.
- Kolej „trzeciego sektora” – kolej we władaniu gmin, prowincji, organizacji, instytucji deweloperskich, z udziałem kapitału prywatnego. Popularna forma władania w przypadku wielu nowych linii SKM i SKR w Japonii oraz WKD w Polsce.

### Inne
- Kolej użytku publicznego – kolej pasażerska lub towarowa dostępna publicznie, niezależnie od formy własności[5].
- Mała kolej automatyczna (MAK) – kolej najczęściej niekonwencjonalna, o stosunkowo krótkich, w pełni bezkolizyjnych trasach, eksploatująca stosunkowo krótkie pociągi (czasem kabiny), poruszające się z dużą częstotliwością automatycznie (bez maszynistów na pokładzie).
- Kolej dużych prędkości – według Union Internationale des Chemins de fer kolej osiągająca prędkość powyżej 250 km/h na wydzielonych liniach specjalnie zbudowanych lub powyżej 200 km/h na liniach zmodernizowanych.
- Kolej zabytkowa – kolej z taborem historycznym, zazwyczaj obsługiwana przez grupę entuzjastów-wolontariuszy, funkcjonująca jako atrakcja turystyczna mająca ewokować klimat przeszłości. Najwięcej kolei tego typu znajduje się w Wielkiej Brytanii.
- Kolej miniaturowa – kolej o zmniejszonej skali, zwykle z taborem wzorowanym na kolei normalnej wielkości, mogąca przewozić ludzi. Jest to często spotykany element parków rozrywki, ale może też istnieć od nich niezależnie. Rozstaw szyn najczęściej mieści się w granicach 254 do 458 mm. Najbardziej znana z takich kolei to Romney, Hythe & Dymchurch Railway w Anglii, zbudowana przez hr. Ludwika Zborowskiego (kolej ta ma rozstaw szyn 381 mm i funkcjonuje jako kolej dojazdowa; zalicza się ją do Very Light Rail Transit (VLRT)).
- Kolej drezynowa
- Kolejka górska

Kolej zabytkowa, miniaturowa, drezynowa, kolejka górska są formami kolei rozrywkowych, czyli funkcjonujących w ramach „przemysłu zagospodarowania czasu wolnego” (leisure industry).
- Kolej spągowa – kolej kopalniana, poruszająca się po torach zabudowanych w wyrobiskach górniczych na spągu; odmiana kolei przemysłowej.

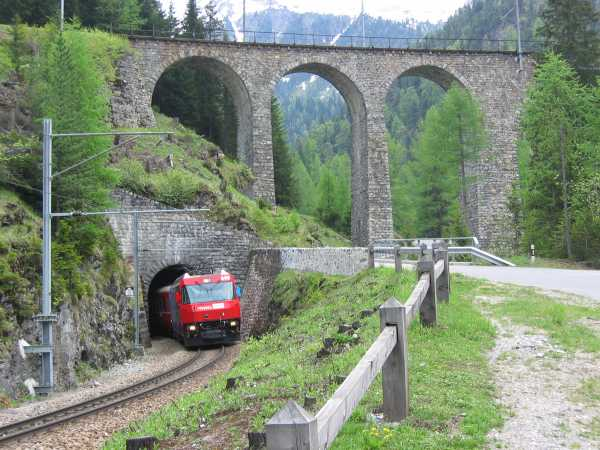
Szwajcaria, kanton Gryzonia – wylot tunelu spiralnego Toua (dł. 677 m) i Albula-Viadukt III linii Albulabahn (rozstaw 1000 mm) kolei Rhätische Bahn

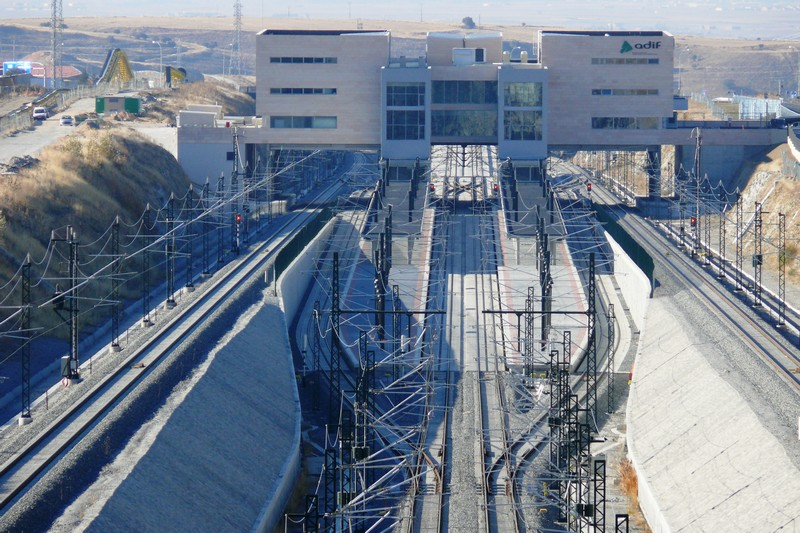
Hiszpania, budowa kolei dużych prędkości na trasie Madryt – Valladolid

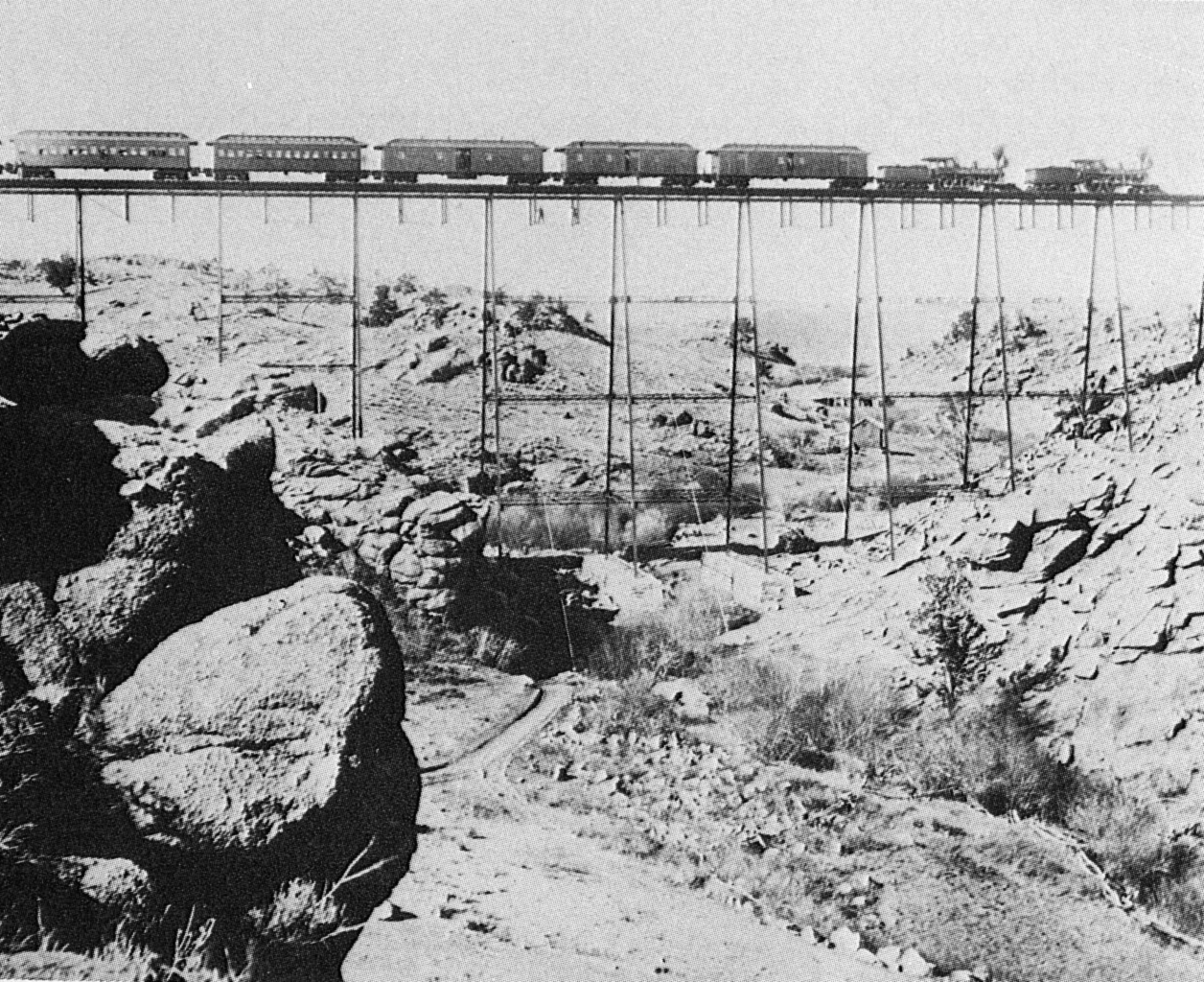
Kolej w Stanach Zjednoczonych w roku 1860

## Główne elementy kolei
Głównym elementem infrastruktury kolejowej jest linia kolejowa, którą prowadzi droga kolejowa, złożona z jednego lub więcej torów szlakowych i ich podsypki, tworzących nawierzchnię kolejową, ułożoną na podtorzu (nasypy lub przekopy). Poszczególne tory ułożone są z zachowaniem skrajni umożliwiającej przejazd pociągu, a całe torowisko umieszczone jest w pasie kolejowym wyłączonym z użytkowania innego niż służące kolei. Droga kolejowa obejmuje budowle inżynierskie, takie jak mosty, wiadukty, tunele i zaopatrzona jest w urządzenia sygnalizacji, będące elementem systemu sterowania ruchem kolejowym. Koleje „lekkie” mogą jednak stosować w normalnym ruchu jazdę „na widoczność” albo „na rozkład”. Koleje trakcji elektrycznej w większości wypadków wymagają sieci trakcyjnej lub „trzeciej szyny”, doprowadzających prąd elektryczny.
Elementem linii kolejowej są różnego typu stacje kolejowe: osobowe, towarowe lub techniczne. Ruch pasażerski obsługują dworce (stacje, na których zatrzymują się pociągi pasażerskie) i przystanki kolejowe (miejsca zatrzymania na torach szlakowych). Na liniach dwu- i więcejtorowych pociągi poruszają się w normalnej eksploatacji zgodnie z obowiązującym kierunkiem ruchu.
Pojazdy poruszające się linią kolejową stanowią tabor kolejowy, który dzieli się na pojazdy trakcyjne i wagony. Pojazdy trakcyjne mają zdolność samodzielnego poruszania się (są to głównie zespoły trakcyjne, wagony motorowe/silnikowe lub lokomotywy). W normalnej eksploatacji ruch pociągów zorganizowany jest według rozkładu jazdy.
Eksploatacją pociągów zajmuje się przewoźnik kolejowy, a utrzymaniem linii i organizacją ruchu – zarządca infrastruktury kolejowej. Eksploatacją budynków dworcowych i przestrzeni obsługi pasażerów może zajmować się każdy z nich, zależnie od umowy albo osobna, wyspecjalizowana instytucja. W wielu wypadkach wszystkie one stanowią to samo przedsiębiorstwo.

## Historia
Transport kolejowy istniał od starożytności w postaci kolei konnych wykorzystujących wyżłobienia w kamiennych płytach dróg, które powstały m.in. na niektórych mocno obciążonych drogach dojazdowych do Rzymu. Transport szynowy z trakcją konną był znany już w Asyrii ponad 2500 lat temu. Do XX wieku stosowany był szeroko w kopalniach, gdzie służył do transportu urobku.
Faza rozkwitu transportu kolejowego rozpoczęła się w 1825 roku, kiedy to uruchomiono linię kolei publicznej łączącą Stockton z Darlington w Wielkiej Brytanii, zbudowaną i wyposażoną w parowozy przez George’a Stephensona.

## Współczesność
W dobie motoryzacji i lotnictwa istnieje wielka różnorodność form kolei, które nie ujawniają się w powierzchownych statystykach. Poniższa tabela prezentuje kilka trudniej dostępnych danych o kolejach w wybranych krajach, uszeregowanych według popularności podróży kolejowych (kolumna h.).
Źródło: Eurostat (o ile nie podano inaczej); pkm = pasażerokilometry, tkm = tonokilometry; dane z 2002 r., o ile nie podano inaczej
| kraj                     | a. długość sieci tys. km | roczna praca kolei (2004) b. mld pkmc. mld tkm | wykorzystanie linii d. ruch pasaż. b/ae. ruch towarowy c/a | f. roczna praca pociągów pasażerskich mln poc.km | g. gęstość ruchu pociągów pasażerskich f/a | h. liczba podróży rocznie na mieszkańca (2005) | udział w strukturze modalnej kraju i. pkmj. tkm | uwagi |
| ------------------------ | ------------------------ | ---------------------------------------------- | ---------------------------------------------------------- | ------------------------------------------------ | ------------------------------------------ | ---------------------------------------------- | ----------------------------------------------- | --- |
| Japonia wszystkie koleje | 27,38 (2001)             | 385,222,5                                      | ~14,07~0,82                                                | 1226,8 (2001)                                    | 44,8 (2001)                                | 169,69 (2004)                                  | 27%4%                                           | łącznie z tramwajami i SKM; źr.: Statistics Bureau, Tokio                                                                                           |
| Japonia JR               | 20,05 (2001)             | 242,022,3                                      | ~12,07~1,11                                                | 672,9 (2001)                                     | 33,6 (2001)                                | 70,87 (2004)                                   | 24%4%                                           | kolej sieci krajowej; źr.: Statistics Bureau, Tokio                                                                                                 |
| Szwajcaria               | 5,16                     | 14,911,5                                       | 2,892,23                                                   | 147,9                                            | 28,7                                       | 43,68 (2002)                                   | 13,6% (2000)~30% (2000)                         | b, c, i, j: Bundesamt für Statistik, Berno |
| Holandia                 | 2,81 (2004)              | 14,15,2                                        | ~5,02~1,85                                                 | 115,6 (2005)                                     | ~41,1 (2004–2005)                          | 39,60                                          | 9,3%3,8%                                        | |
| Austria                  | 5,64                     | 8,718,8                                        | 1,543,33                                                   | 94,8 (2005)                                      | ~16,8 (2002–2005)                          | 27,56                                          | 9,1%31,4%                                       | |
| Niemcy                   | 35,80                    | 72,986,4                                       | 2,042,41                                                   | 796,5 (2005)                                     | 20,3                                       | 25,96                                          | 7,0%19,1%                                       | f.: 625,5 w 2002 r. |
| Korea Południowa         | 3,39                     | 31,010,1                                       | 9,142,98                                                   | 69,1 (1995)                                      | 22,3 (1995)                                | 20,1                                           | 21,3% (2002)11,3% (2002)                        | dane z 2005 r. ; i, j: |
| Wielka Brytania          | 16,46 (2004)             | 43,322,6                                       | 2,64~1,37                                                  | 469,7 (2005)                                     | ~28,5 (2004–2005)                          | ~18,52 (2003–2005)                             | 5,5%11,8%                                       | |
| Czechy                   | 9,60 (2004)              | 6,615,1                                        | ~0,69~1,57                                                 | 114,5 (2005)                                     | ~11,9 (2004–2005)                          | 17,68                                          | 8,1%24,7%                                       | |
| Węgry                    | 7,69 (2004)              | 10,28,7                                        | ~1,33~1,13                                                 | 77,1 (2005)                                      | ~10,0 (2004–2005)                          | 15,30                                          | 13,8%28%                                        | |
| Francja                  | 30,88 (2004)             | 74,445,1                                       | ~2,41~1,46                                                 | 397,4 (2005)                                     | ~12,9 (2004–2005)                          | 15,20 (2004)                                   | 8,6%17%                                         | |
| Hiszpania                | 18,77 (2007)             | 20,311,9                                       | ~1,58~0,93                                                 | 159,2 (2005)                                     | ~12,4 (2004–2005)                          | 14,32                                          | 4,8%5,1%                                        | |
| Włochy                   | 15,99                    | 49,322,2                                       | 3,081,39                                                   | 312,6 (2005)                                     | ~19,5 (2002–2005)                          | 12,89                                          | 5,4%10,5%                                       | |
| Rosja                    | 86,00                    | 141,01204,5                                    | 1,6414,01                                                  | 684,8 (1990)                                     | 7,97 (1990)                                | 9,08                                           | b.d.                                            | dane z 1999 r.; World Bank; 1990: 274 mln pkm |
| Tajwan                   | 1,12                     | 9,30,13                                        | 8,300,12                                                   | b.d.                                             | b.d.                                       | 7,33                                           | b.d.                                            | dane z 2006 r.; |
| Polska                   | 20,66 (2009)             | 18,452,3                                       | ~0,91~2,58                                                 | 130,0 (2005)                                     | ~6,4 (2004–05)                             | 6,58                                           | 9,5%33,5%                                       | por. też dane IRiPK |
| Indie                    | 63,12                    | 515,0353,2                                     | 8,156,60                                                   | 359,1 (1998)                                     | 5,65 (1998)                                | ~4,66                                          | 17,7%27,8%                                      | dane z 2003, World Bank web.worldbank.org; i., j.: dane z 2001,                                                                                     |
| Litwa                    | 1,78 (2004)              | 0,318,6                                        | ~0,17~10,45                                                | 5,4 (2005)                                       | ~3,0 (2004–2005)                           | 1,79                                           | 2,7%48,7%                                       | |
| Chiny                    | 74,40                    | 571,21928,9                                    | 7,6825,93                                                  | 298,3 (1990)                                     | 5,59 (1990)                                | 0,85                                           | 35%27%                                          | dane z 2004 r. National Bureau of Statistics of China                                                                                               |
| USA                      | 225,3 (2004)             | bd.~2752                                       | bd.~12,21                                                  | 60,8                                             | ~0,3 (2002–2004)                           | 0,07 (2001)                                    | <1%37%                                          | źr.: Bureau of Transportation Statistics, Waszyngton, c.: ; nie obejmuje ruchu podmiejskiego; z ruchem podmiejskim: f.: 1054,4; g.: 3,7 (1996–2002) |

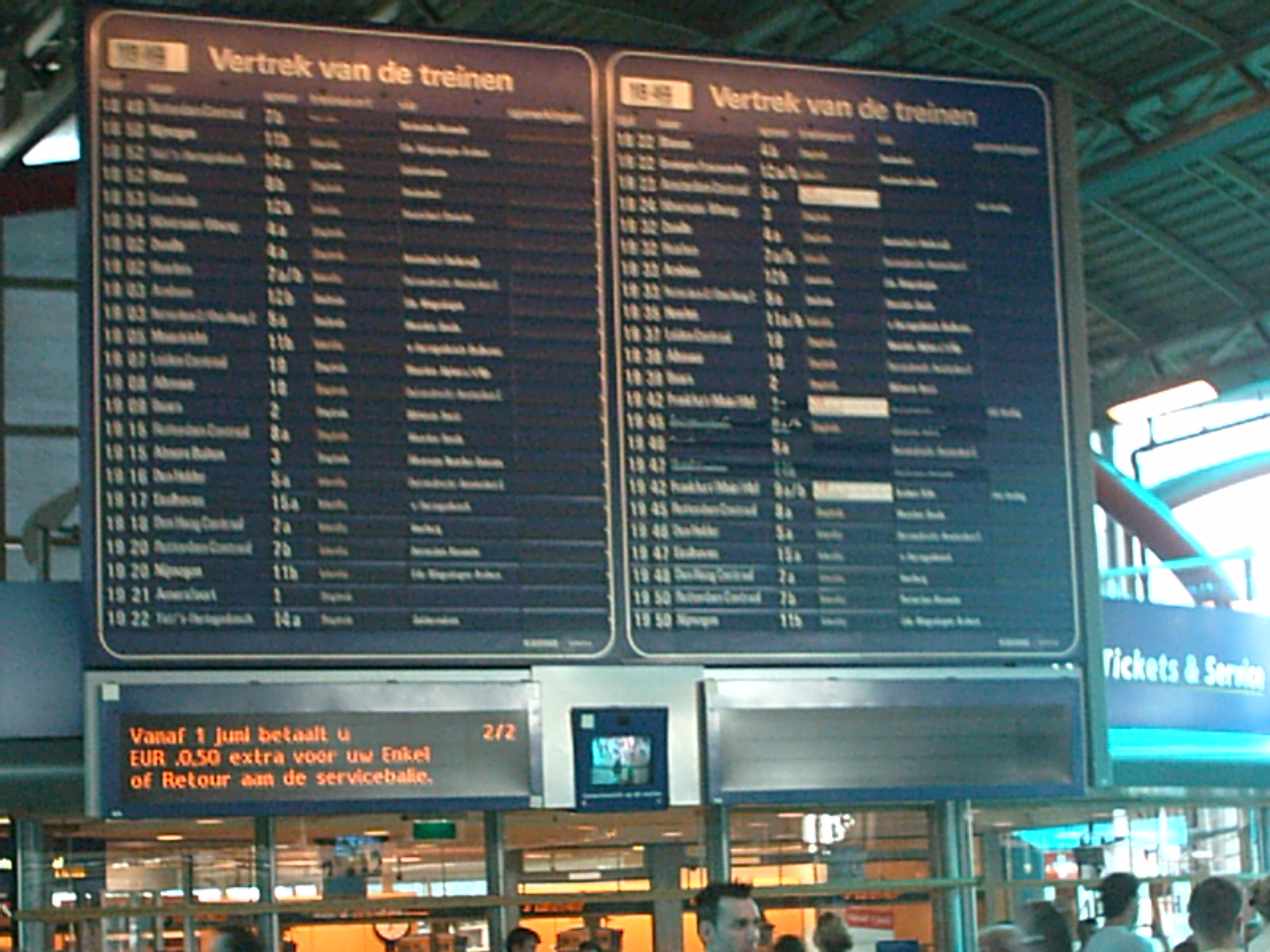
Tablica odjazdów na dworcu NS Utrecht Centraal – Holandia ma jeden z najpracowitszych systemów kolei pasażerskiej na świecie

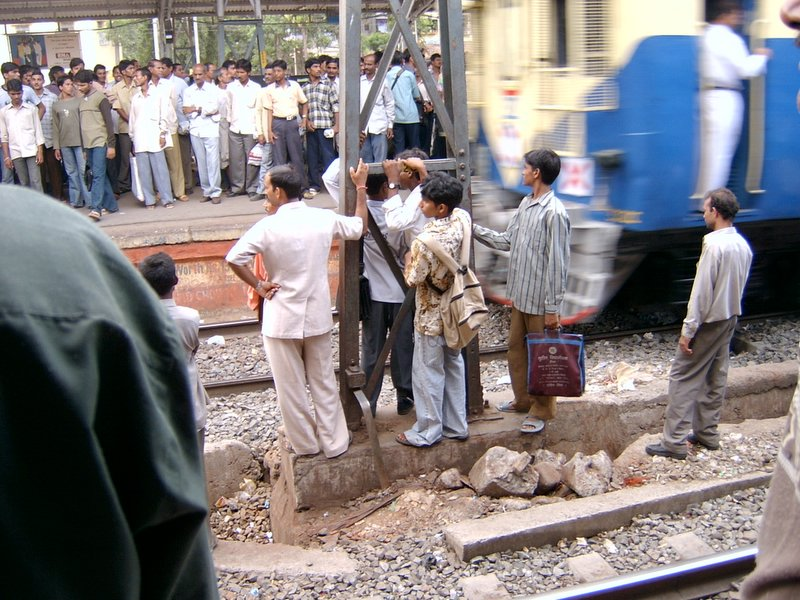
Przepełnienie pociągów podmiejskich osiąga rekordowe wielkości w Bombaju; na zdjęciu: oczekiwanie na następny pociąg

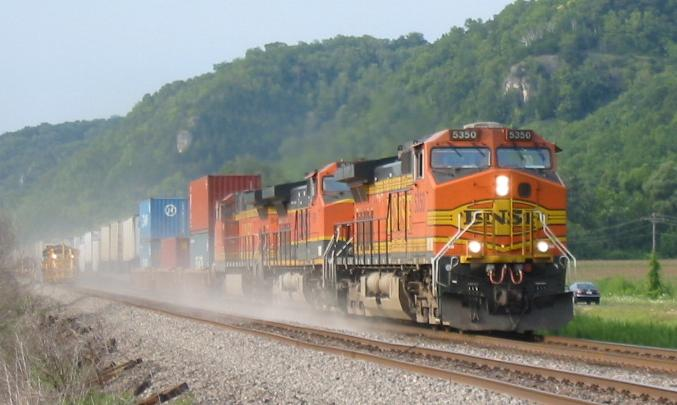
Pociąg kolei BNSF koło Prairie du Chien, stan Wisconsin (USA) – niektóre kontenery w układzie spiętrzonym – to jeden ze sposobów na wydajniejszą kolej towarową

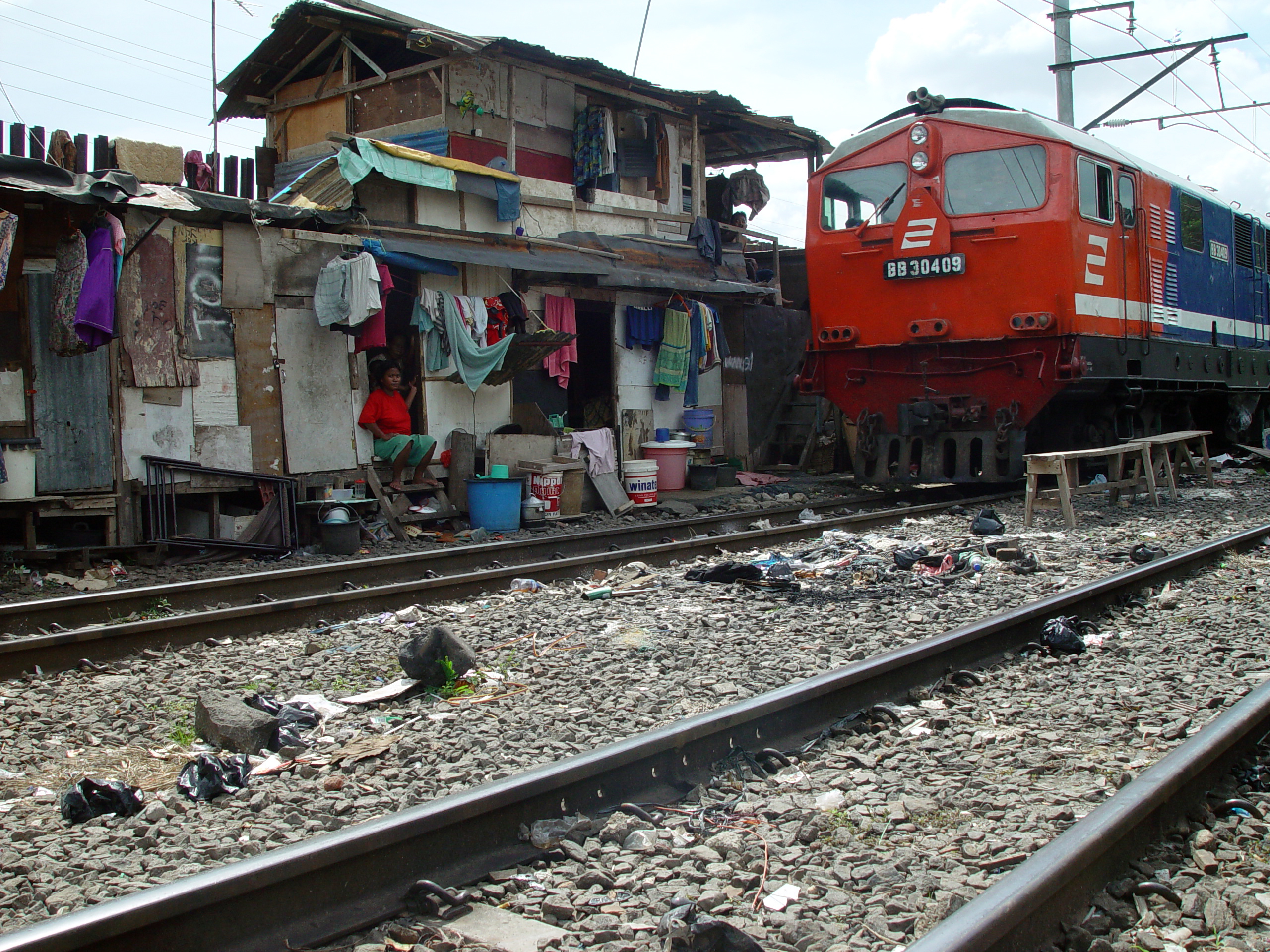
Dżakarta – jednym z powodów utrudniających modernizację kolei w krajach rozwijających się jest zawłaszczenie korytarzy kolejowych przez substandardową zabudowę

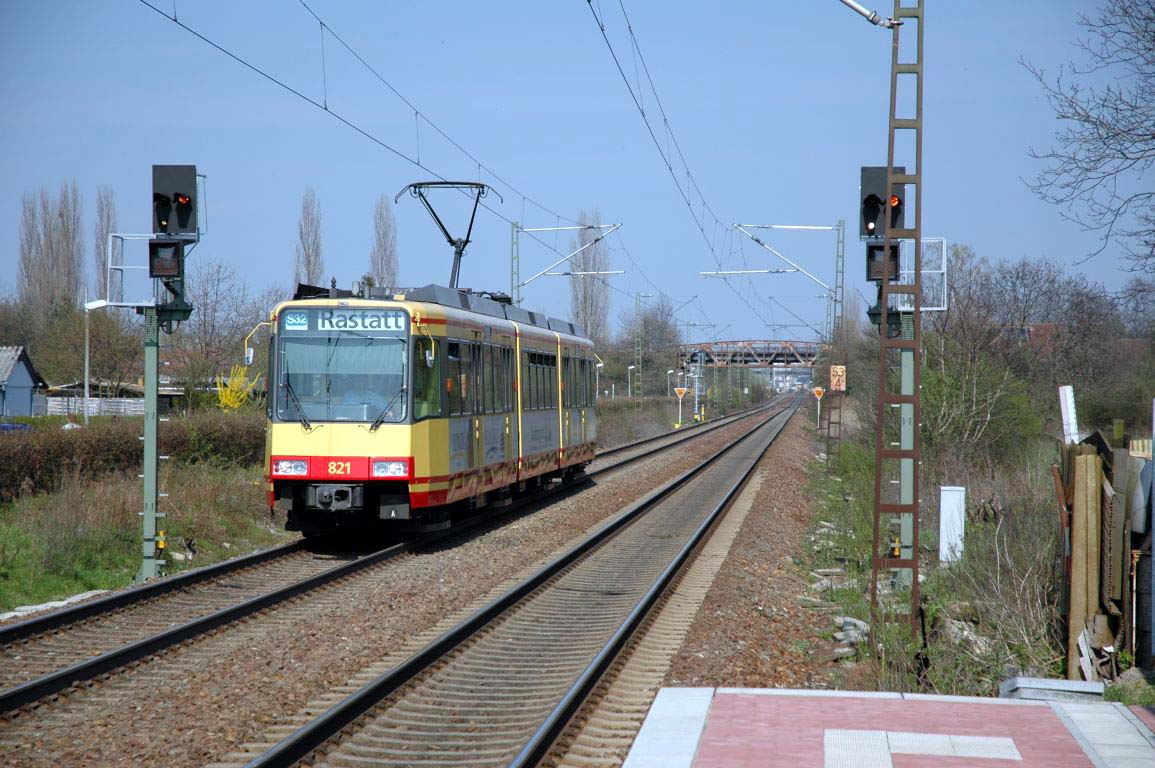
Tramwaj na torach kolejowych jako pociąg Stadtbahn Karlsruhe na linii DB koło Bruchsal

Poszczególne państwa stosują różne normy techniczne, systemy sygnalizacji, układy napędowe i rozstaw szyn, co spowodowało rozdrobnienie systemu kolejowego i zakłóca płynność międzynarodowych przewozów kolejowych.
W ostatnich dziesięciu latach w większości krajów rozwiniętych wielkość pasażerskich przewozów kolejowych stopniowo wzrastała, natomiast udział kolei w krajowej strukturze modalnej przewozów pasażerskich malał albo pozostawał na tym samym poziomie. Obecnie udział ten najwyższy jest w Japonii; wynosił w 2002 r. 27% (liczone według pasażerokilometrów). W ruchu towarów tylko 4% (według tonokilometrów).
Największa na świecie wielkość kolejowego ruchu pasażerskiego występuje w Chinach (606 mld pkm w 2005 r.) i w Indiach (blisko 500 mld pkm). Japonia zajmuje trzecią pozycję. W aspekcie intensywności wykorzystania sieci potęgą w zakresie przewozów pasażerskich jest także Korea Południowa.
Przypadek Japonii, a także charakterystyka kolei krajów europejskich pokazuje, że największą popularnością w przewozach osób odznacza się ona na obszarach gęsto zaludnionych, jeśli towarzyszyły jej procesy modernizacyjne. Od tej reguły istnieją jednak wyjątki, takie jak Austria lub Hiszpania, w których – mimo małego stopnia urbanizacji – kolej jest popularna. Izrael może być natomiast dobrym współczesnym przykładem gruntownej modernizacji i rozbudowy anachronicznego systemu kolejowego pamiętającego czasy kolonialne.
Naturalną barierą dla kolei pasażerskiej są znaczne odległości pomiędzy dużymi miastami przy niskiej gęstości zaludnienia. Wówczas kolej ulega konkurencji lotniczej. W zakresie dystansów charakterystycznych dla Francji, czy Hiszpanii, podstawową drogą modernizacji jest budowa systemu linii dużych prędkości. Mają one wysoką zdolność odzyskiwania rynku od samolotów w przemieszczeniach na średniodługich dystansach (powyżej 300 km). Udział kolei w przewozach na kierunkach przez nie obsługiwanych może przekraczać 50% podróży (np. na linii KTX w Korei – ponad 56%). Wadą kolei dużych prędkości jest jednak wysoka energochłonność, niewiele różniąca się od konkurentów.
Inną drogę przeszły natomiast rozległe Stany Zjednoczone: kolej amerykańska nabrała charakteru przewoźnika towarowego. Zajmuje ona czołowe miejsce na świecie w zakresie wielkości szynowych przewozów towarów, a także ich udziału w strukturze modalnej. Pod względem wielkości przewozów towarowych kolejne miejsca zajmują Chiny (2073 mld tkm, 2005 r.) i Rosja (ok. 1500 mld tkm). W Chinach wielkość przewozów zarówno pasażerskich, jak i towarowych znacząco wzrasta.
Istnieją koleje, zajmujące się głównie przewozem towarów (oprócz USA są to na przykład sieci państw bałtyckich). Niektóre koleje krajów wysoko rozwiniętych, dobrze radzące sobie w ruchu pasażerskim, mogą także przewozić wielki wolumen towarów (Niemcy), a nawet odgrywać znaczną rolę w ich przewozie w skali kraju (Austria, Szwajcaria). W Szwajcarii w 2002 r. 82,7% transalpejskiego ruchu towarowego odbywało się z udziałem kolei – co jest szczególnym sukcesem na tle miernych wyników osiąganych w tym regionie przez koleje francuskie i włoskie. Na przekroczeniach alpejskich wykorzystuje się na szeroką skalę formułę transportu ciężarówek na platformach kolejowych. Stosuje się ją również w szeregu innych ważnych relacji dalekobieżnych, zwłaszcza w krajach germańskich.
W krajach „rozwijających się”, poza Chinami, Tajwanem, Indiami, RPA, może Jawą, systemy kolejowe, jeśli istniały, uległy regresowi, zwłaszcza w sektorze przewozu osób. Cech drugorzędnego przewoźnika towarowego nabrały pozostałości systemu kolejowego Brazylii, Argentyny, Meksyku.
Jakość obsługi pasażerów, mierzona gęstością ruchu pociągów, znajduje zwykle odzwierciedlenie w liczbie podróży kolejowych podejmowanych przez statystycznego mieszkańca. Kraje europejskie o średniej gęstości zaludnienia mają obsługę kolejową na poziomie kilkunastu tysięcy pociągów na km trasy rocznie. Ewenementem staje się Polska, w której relatywnie wysoki udział kolei w przewozie osób odbywa się w warunkach bardzo niskiej jakości usług (mała popularność podróży kolejowych świadczy jednocześnie o niskiej mobilności społeczeństwa). W Polsce zaznacza się ponadto wyraźny trend spadkowy w wielkości tych przewozów, co w efekcie prowadzi do przekształcania się kolei w środek transportu towarów – podobnie jak to się stało na Litwie.
W kategorii efektywności mierzonej liczbą przewiezionych pasażerów odniesioną do liczby pracowników, spośród wielkich przewoźników pierwsze miejsce na świecie zajmują koleje grupy JR (Japonia) – 59846:1, w Europie Renfe – 11552:1, SBB-CFF-FFS – 7900:1, Deutsche Bahn – 5128:1. Poniżej 2000:1 mają koleje państwowe Słowacji, Węgier, Czech, Turcji, Polski (1464:1) i Rosji.
Jednym z podstawowych kierunków modernizacji kolei europejskiej jest interoperacyjność. Terminem tym określa się powiązanie poszczególnych sieci i środków transportu prowadzące nawet do wspólnego wykorzystania infrastruktury: od transportu łączonego samochodów koleją, po możliwość wjazdu pociągów (i lokomotyw) na sieci innych przewoźników. Na tym ostatnim polu dokonuje się wielki postęp w zakresie technologicznym (pociągi wielosystemowe dla różnych typów zasilania elektrycznego, wózki o zmiennym rozstawie kół, możliwość łączenia technologii tramwajowej i kolejowej).
Większość kolei państw rozwiniętych jest w prostym rachunku ekonomicznym deficytowa, tzn. z wyjątkiem niektórych sektorów działalności (są to zwykle cargo i szybki ruch międzymiastowy), wymaga dopłat z funduszy publicznych. Dopłaty te są jednak dokonywane ze względu na koszty zewnętrzne kolei, znacznie niższe niż środków konkurencyjnych, takich jak samochód i samolot. Za metodę zwiększenia roli kolei i jej efektywności uważa się wprowadzenie konkurencyjności usług, dokonywane przez rozdzielenie infrastruktury od operacji przewozowych lub prywatyzację. To pierwsze jest dominującą zasadą reformy kolejowej w Unii Europejskiej, otwiera drogę do pojawienia się wielu konkurencyjnych przewoźników na tej samej linii, w tym przewoźników prywatnych. Taka tzw. „prywatyzacja pozioma” została przeprowadzona najpełniej w połowie lat 90. XX w. na kolejach brytyjskich (bez dezintegracji operacyjnej i taryfowej systemu), przynosząc różnie oceniane skutki. Do dobrych należała gruntowna modernizacja taboru, zwiększenie jakości obsługi pasażera oraz częstotliwości pociągów, do złych – zaległości w modernizacji infrastruktury. Nie zwolniła też państwa od dotowania kolei, w tym nawet dawnej sieci Intercity. Dla uniknięcia wad prywatyzacji brytyjskiej UE nie przewiduje prywatyzacji samej infrastruktury, przynajmniej jej podstawowych elementów. Przykładem „prywatyzacji pionowej”, czyli przekazania prywatnemu operatorowi zarówno infrastruktury, jak i przewozów, była restrukturyzacja sieci krajowej Kokutetsu w Japonii (połowa l. 80.), przeprowadzona także z zachowaniem pełnej integracji systemu. Powstałe wówczas przedsiębiorstwa JR funkcjonują na zasadzie terytorialnej, konkurując gdzieniegdzie z kolejami prywatnymi, a także ogólnymi wskaźnikami ekonomicznymi – między sobą (niektóre są dotowane). Koleje północnoamerykańskie funkcjonują w zasadzie jako przedsiębiorstwa prywatne (w układzie „pionowym”) od początku istnienia, konkurując między sobą na tych samych obszarach (np. Union Pacific Railroad i BNSF).

### Transport kolejowy w Polsce
Próby reformy kolejowej dokonane na przełomie wieków w sektorze pasażerskim w Polsce przyniosły natomiast dezintegrację systemu operacyjnego i taryfowego, nie przyniosły jednak konkurencji, wskutek ograniczenia liczby połączeń o niższej taryfie tam, gdzie mogłyby konkurować z systemem InterCity oraz niewpuszczenia na polskie szlaki kolejowe innych niż PKP przewoźników pasażerskich. Do pewnej liberalizacji przewozów doszło natomiast w sektorze towarowym, gdzie rynek przewozów jest większy. Podstawową jednak przyczyną upadku kolei polskiej jest niezdolność państwa do inwestowania w jego infrastrukturę transportową. Również poziom subsydiowania przewozów w Polsce jest jednym z najniższych w Europie.